# 石碇佛甲草
石碇佛甲草（學名：Sedum sekiteiense Yamam.）為臺灣特有的景天科佛甲草屬植物，也是少數以石碇命名的野生植物。最早由山本由松於1934年發表在《續臺灣植物圖譜》，之後其分類地位雖堪稱穩定，囿於數量稀少、分布侷限，且生育地多位於不易觀察的險崖峭壁，對其生態習性依然所知有限。《2017年臺灣維管束植物紅皮書名錄》將其受脅等級評定為「易危 (Vulnerable, VU)」。

## 形態與物候

### 形態
肉質草本，具鬚根系。全株光滑，植株下部匍匐，上部斜倚或近直立，株高約6至12公分。葉匙形或略呈菱形、全緣，先端微突或具短突，互生，長約10至25公釐，寬約4至6公釐。花序係以聚繖花序為基本單位的似蠍尾狀聚繖花序，花無柄且排列緊密，花與花間距僅約5公釐左右。花萼綠色，五枚萼片一般不等大，長約2.8至4公釐，寬約0.9公釐，匙形，基部離生、有距，果熟時保持水平開展。花冠鮮黃色，花瓣五枚，呈長橢圓狀披針形。雄蕊內、外兩輪共十枚，外輪生於瓣間，花絲基部與相鄰花瓣基部相癒合；內輪對生於花瓣，花絲基部與花瓣中央基部相癒合。雌蕊由五枚心皮構成，大抵離生，僅基部多少癒合。每朵花一般會結出5枚蓇葖果，於枝頂排列如星芒狀。

### 物候
本種為多年生草本，盛花期約落在4至5月，主莖於開花結果後一般會凋萎，隨後從植株基部或匍匐莖之莖節處萌發新枝。新枝可能因遭逢秋冬季停止生長，而被誤判為不孕枝，停止生長的新枝於來年才會持續生長，並於較強壯的分枝上開花。

## 分布
臺灣特有，與疏花佛甲草（學名：S. uniflorum Hook. & Arn.）、大葉火焰草（學名：S. drymarioides Hance）、太魯閣佛甲草（學名：S. tarokoense H.W.Lin & J.C.Wang）同為狹隘分布本島低海拔地區的本屬植物。分布範圍北起大屯山，經平溪、石碇山區至宜蘭一帶，生育地多位於稜線附近較潮濕且半遮陰的陡峭岩壁。族群個體數一般僅數十株，《2017年臺灣維管束植物紅皮書名錄》根據族群數量極少且成熟個體數可能不足1000株等標準，評定其受脅等級為「易危 (Vulnerable, VU)」。

## 分類
本種最初由山本由松於1926年引證早田文藏等人於1899年至1916年採自北臺灣的標本，於《續臺灣植物圖譜》發表新種，使用學名Sedum sekiteiense Yamamoto。自發表至今，該分類極少受到挑戰，僅楊再義曾於1982年將其併入星果佛甲草（學名：S. actinocarpum Yamam.），但未說明合併理由，故未被廣泛接受。湯惟新於1987年訂正臺灣佛甲草屬分類時，將石碇佛甲草重新獨立為種；林鴻文於2000年重新處理本屬植物分類時，亦強調本種與星果佛甲草不論生育環境、植株或萼片形態均存在明顯差異，不宜合併為同種。

## 保育
目前石碇佛甲草已成為行政院農業委員會林業試驗所「國家植物園方舟計畫」的保種對象，因其多肉植物的特性，被認為具發展成原生植物盆栽的潛力，並運用於推廣在地保育與環境教育。